# 懋勤殿
懋勤殿（穆麟德轉寫：moo kin diyan），是故宫乾清宫内的一座附属建筑物。这里原本是康熙帝的书房，后来改作内廷翰林官值班处，同时用作存放文具图书。每年秋审时，皇帝会在这里审阅刑部经办的重大案件的文本。懋勤殿南是批本处，内阁送呈的文本都在这里经过皇帝批阅后发回内阁处置。批本处南面是与日精门相对的月华门。月华门南面是内奏事处，每天大臣的奏折都由外奏事处送到这里，由奏事太监送皇帝批阅后送回外奏事处。这里也是保管皇帝的饭菜菜单和安排出行坐轿事宜的地方。